# 廚餘

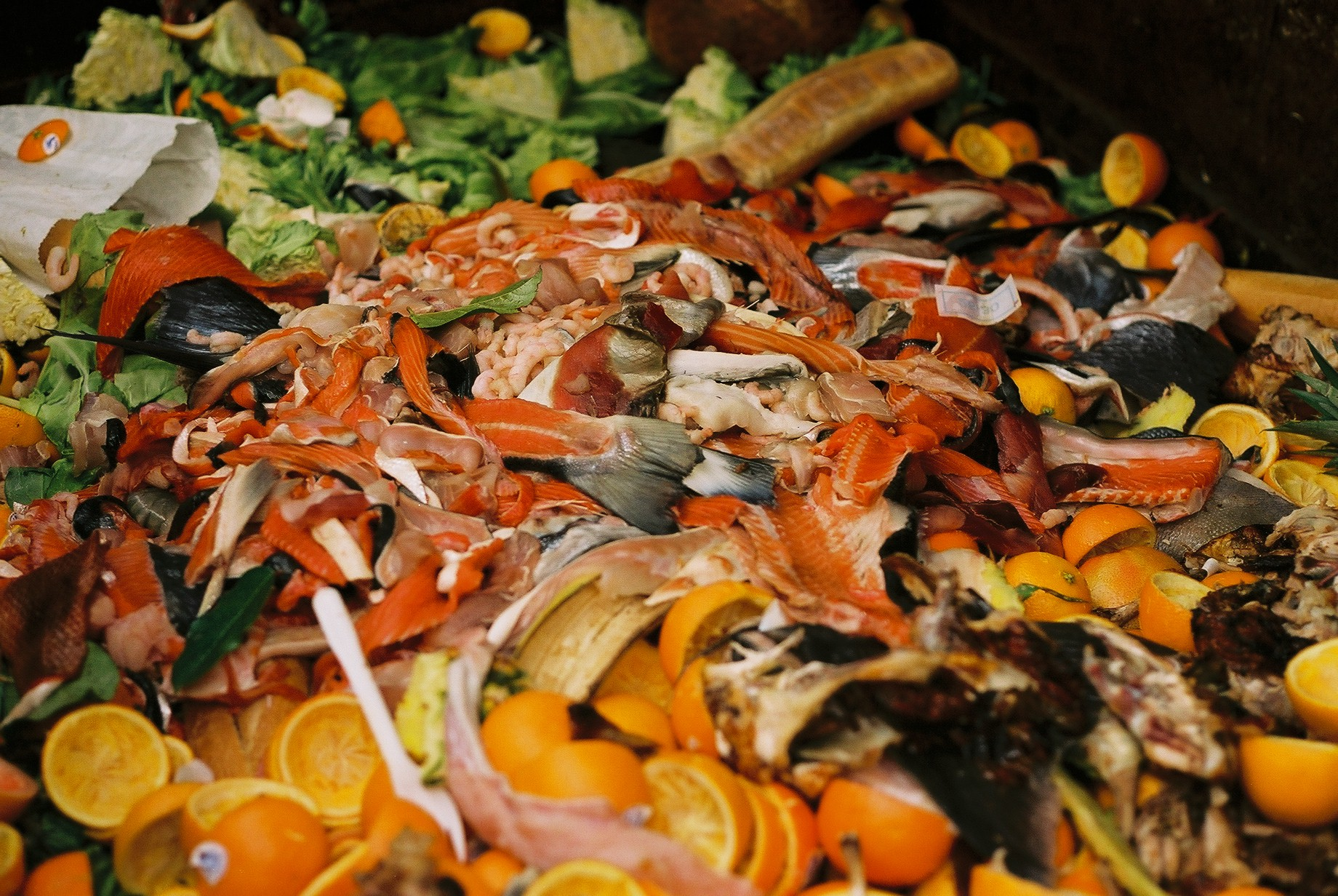
生廚餘

廚餘，亦稱廚房垃圾（Kitchen waste）或食物廢棄物（Food waste），是食物於加工處理（包括烹煮）後所剩之部分，或在食用後所剩食物之統稱。
廚餘可分為：
- 生廚餘：食材在加工（烹煮）之前，經處理後所剩餘的物料，如菜葉、果皮、果渣等。
- 熟廚餘：食材經烹煮成為食物並經消耗（食用）之後所剩下並被丟棄之物。

## 定義
許多國際組織、政府機關、專業機構對食物廢棄物都有各自的定義。

## 歐盟
在歐盟，廚餘在1975至2000年間被定義為「任何食物成分，無論生或熟、已被丟棄、準備或必須被丟棄者」，直到2000年廢除舊的歐洲聯盟指令並以新的指令2008/98/EC替代為止。後者並沒有對廚餘一詞做出定義。
而同樣含有上述定義的指令75/442/EEC則在1991(91/156)調整為加上「一種廢棄物的分類」(Annex I)。

## 處理與應用

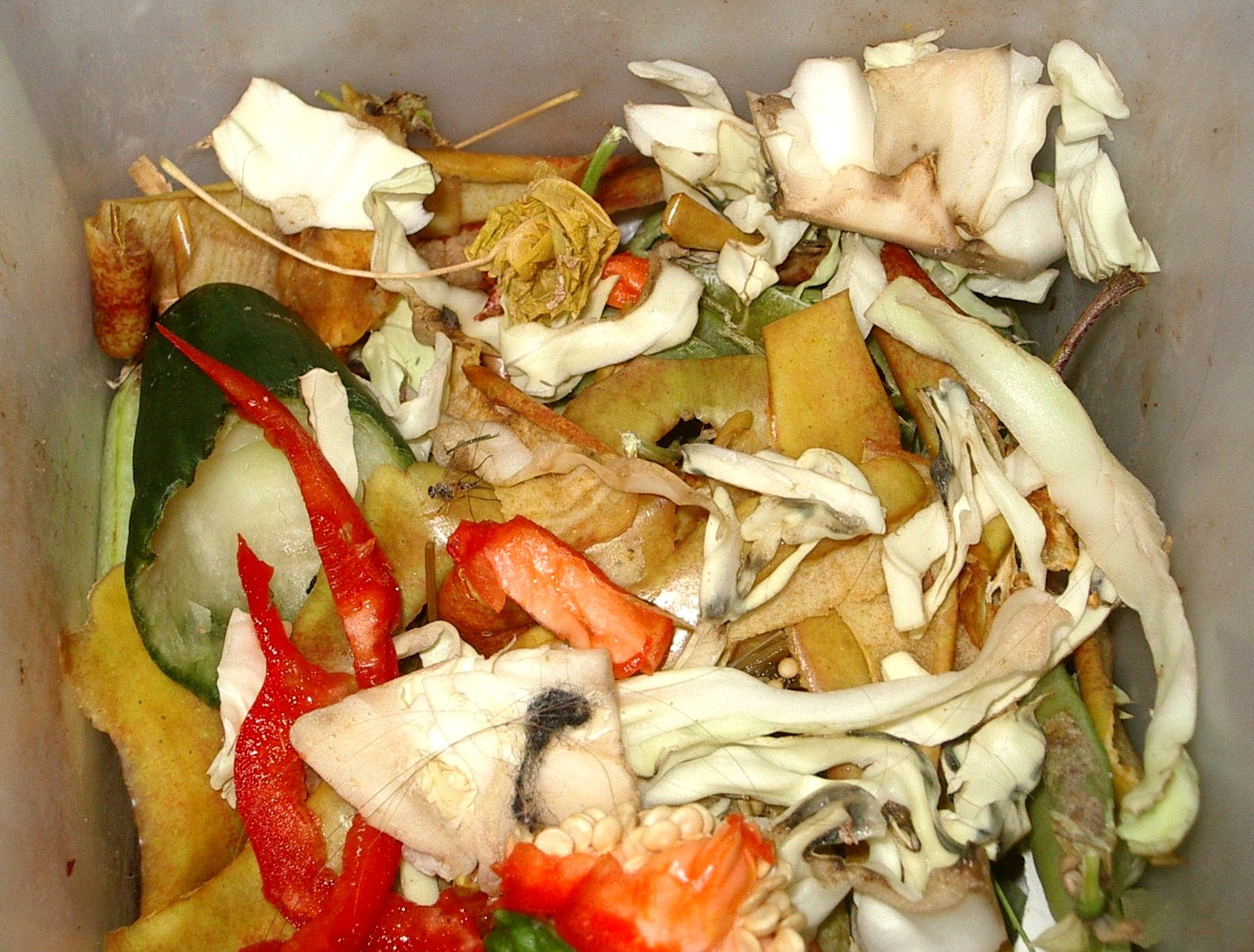
垃圾桶裡的廚餘為可生物降解之廢棄物

食物廢棄物為一種生物降解垃圾，屬生物质，可作為堆肥、發電、生物氣體或合成气原料等。

### 動物飼料

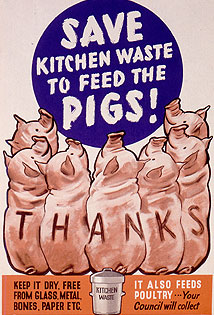
二戰海報，籲民眾可將廚餘餵給豬隻吃。

以往由於廚餘可以回收，運送往家豬或家禽農場作飼料（俗稱餿水、泔水、潲水）用，也是另一種處理廚餘的方式。另外廚餘亦可通過脫水烘乾後磨粉風乾製成魚糧顆粒或其他動物飼料顆粒。
但廚餘造成動物飼料有一定風險，由於廚餘含有不同來源的食物，可能在這些食物中含有細菌或病毒，造成進食這類飼料的動物可能受廚餘中的細菌或病毒感染。如2019年非洲豬瘟在中國大規模爆發時，香港的廚餘回收公司需要暫停製造豬隻飼料以防廚餘中的豬肉含非洲豬瘟病毒而感染豬隻。另外，以廚餘製成動物飼料，亦可能出現同類相食等道德問題。

### 分解堆肥
現時，很多已發展的國家都會對廚餘的處理作嚴格規定。例如在紐西蘭會要求有庭園的家庭利用蚯蚓農場來分解廚餘成為堆肥；在韓國，從2000年代開始，廚餘要從一般家居廢物中分開，另外放入一個回收桶內。此外，由於熟食經烹飪後常會含有鹽分，因此熟廚餘在堆肥時應另行處理，不移送入焚化爐（不利戴奧辛控制）或直接堆肥（造成土壤鹽化）。
部分廚餘（例如：咖啡渣、茶渣）可以無需分解而直接用來堆肥。
廚餘因醱酵時間的長短而產生不同的成果：
- 生肥：醱酵時間於7~14天以下
- 半熟肥：醱酵時間於15~50天以內
- 全熟肥：醱酵時間於60天以上

| 因素     | 肥料/時間       | 肥料/時間         | 肥料/時間        |
| 因素     | 生肥7~14天以下  | 半熟肥15~50天以內 | 全熟肥60天以上   |
| -------- | --------------- | ----------------- | ---------------- |
| 熱能     | 過熱--爛根      | 適溫--地熱        | 不生熟           |
| 氮氣     | 造成氮缺乏      | 消耗，產生平衡    | 吸收、流失而平衡 |
| 硫化氫   | 大量產生--爛根  | 少量產生          | 不產生           |
| 氨氣     | 大量產生---發臭 | 少量產生          | 不產生           |
| 氧氣     | 大量消耗---缺氧 | 適量消耗          | 不消耗           |
| 二氧化碳 | 大量產生        | 效果佳            | 不產生           |
| 病原菌   | 大量產生---病害 | 少量產生          | 極少產生         |
| 土壤改良 | 效果有限        | 效果佳            | 效果佳           |
| 有機肥料 | 肥份新鮮不穩定  | 肥份新鮮有效      | 肥份較差，穩定   |

### 發電
在2009年搞笑諾貝爾獎的生物學獎得主的研究項目，就是透過從熊貓排出的糞便裡提取細菌，以幫助更有效地分解廚餘。此外，美國加利福尼亞大學戴維斯分校的華裔生物農業工程學系的張瑞紅教授有研究利用廚餘來發電的研究計劃。這個計劃开发出一种利用细菌将厨余、农作残余物和其它有机物，利用厌氧消化槽使之转变成與一般沼氣成份相近的氢气和甲烷，这些产生的气体可用来发电或作为运输工具的燃料。根據這項研究的發現，八年以來每周從灣區收集到八噸的廚餘中，其主要成分如菜莢、魚骨等材料，平均每一噸所生產的電力，可為10個加州一般耗電量的家庭提供所需的電力。

### 生活能源
英國第一部以人類排泄物及廚餘處理後而成的生物氣體燃料公車於2014年11月20日首次上路，具低碳排放效益。五個成人的年排泄物可製造約一個油箱的生物甲烷，足以供公車行駛約186英里的距離。

### 廚餘處理家電

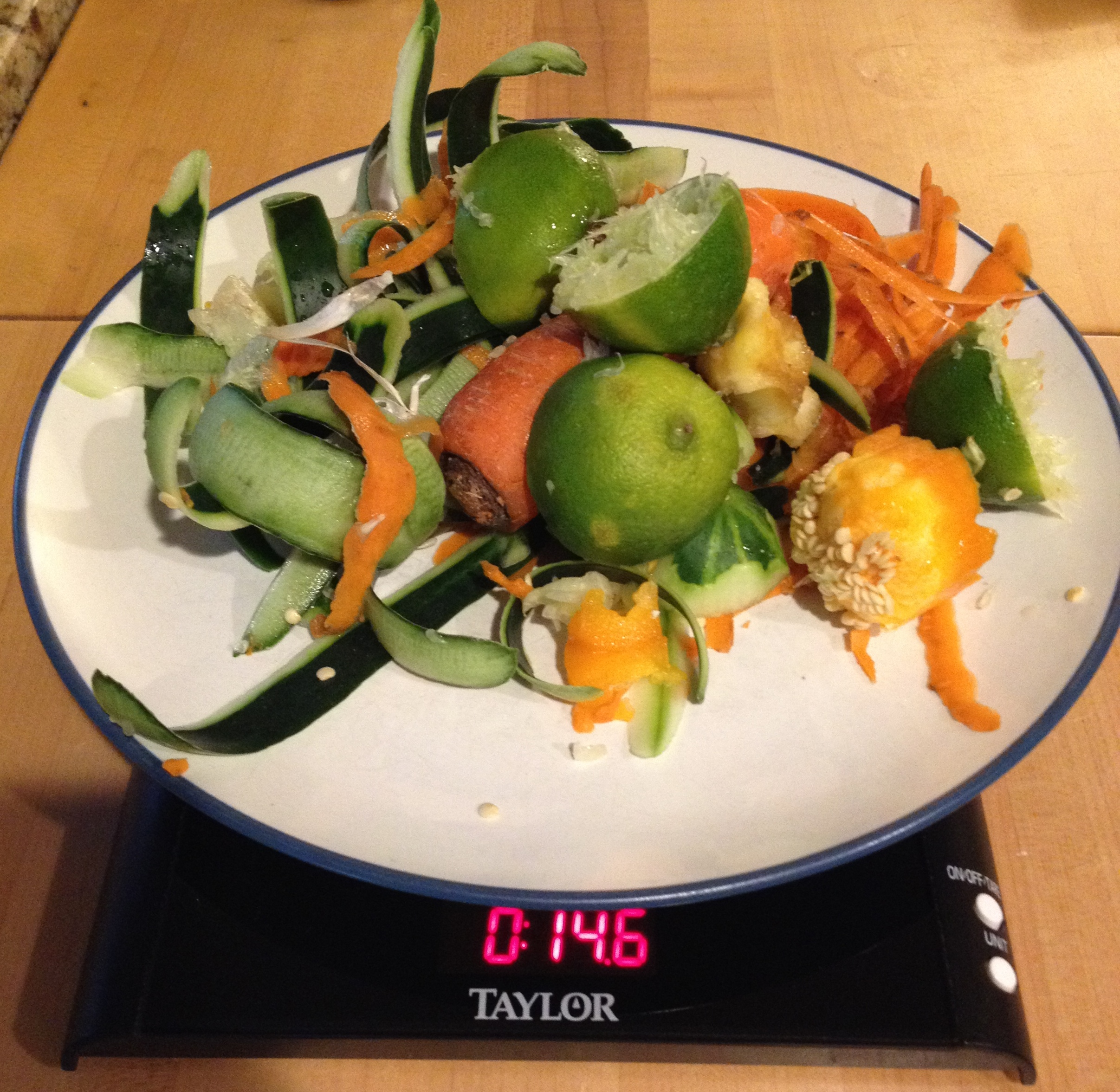
常見的家庭生廚餘

- 絞碎機（鐵胃）
- 廚餘處理機

### 廚餘染料
利用蔬果剩材中，每一種蔬果獨有的顏色用作紡織品的染料。位於香港PMQ中的社企染樂工坊正正出售以廚餘染料染色的圍巾，亦有工作坊讓市民一嘗製作廚餘染料。
他們亦於2015年米蘭世界博覽會被讚賞為「世界上最美麗的色彩」。

## 廚餘統計

### 香港

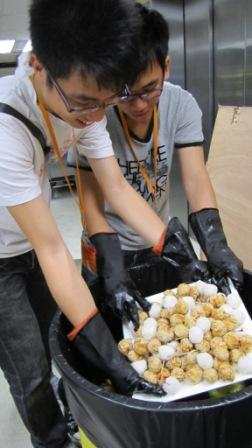
香港宴會所產生的廚餘。

根據環境保護署的資料，香港每天產生約三千多噸的廚餘量，約佔都市固體廢物量三分之一。
| 年份 | 家居廚餘量（噸/日） | 工商業廚餘量（噸/日） | 總量（噸/日） |
| ---- | ------------------- | --------------------- | ------------- |
| 1999 | 2,854               | 282                   | 3,136         |
| 2000 | 2,792               | 299                   | 3,091         |
| 2001 | 3,253               | 405                   | 3,658         |
| 2002 | 2,782               | 373                   | 3,155         |
| 2003 | 2,764               | 463                   | 3,227         |
| 2004 | 2,695               | 532                   | 3,227         |
| 2005 | 2,453               | 701                   | 3,154         |
| 2006 | 2,473               | 727                   | 3,200         |
| 2007 | 2,444               | 823                   | 3,267         |
| 2008 | 2,148               | 847                   | 2,995         |
| 2009 | 2,316               | 964                   | 3,280         |
| 2010 | 2,397               | 840                   | 3,237         |
| 2011 | 2,528               | 1,056                 | 3,584         |
| 2012 | 2,528               | 809                   | 3,337         |
| 2013 | 2,645               | 1,003                 | 3,648         |
| 2014 | 2,608               | 1,033                 | 3,640         |
| 2015 | 2,397               | 985                   | 3,382         |
| 2016 | 2,326               | 1,274                 | 3,600         |

註：本表數據源自環境保護署。
廚餘是可造成環境污染的家居垃圾，回收成本也不少。在特定的節慶日期間，因為應節的特定食物（如：年糕、粽子、月餅等）過期而要丟棄的食物，亦是廢棄食物的最大數。根據香港環保團體綠色力量在2009年中秋節發表的調查指出，單單是香港在2008年丟棄的月餅數量，推算出來有280萬個；而在中秋節中的燒烤活動中丟棄或浪費掉的肉腸、肉排等食物，更可讓一個三人家庭飽餐82年。
從表格中可看出，過去十年間工商業廚餘不斷上升。香港地球之友於2010年進行有關飲宴的廚餘調查，四場中式婚宴及企業餐宴共104圍酒席的廚餘量，統計吃不完的餸菜達400公斤。該會針對其中一間食肆兩場晚宴進行進一步的統計，發現剩菜比例最高的三道菜（即剩菜重量，除以該道菜的上碟重量），依次為「上湯水餃麵」（38%）、「紫米露」（35%）及「福建炒飯」（33%）等最後幾道菜。香港餐飲聯業協會會長黃家和指出，每年平均有大約2,00萬至2,50萬圍酒席，包括婚宴、社團宴會、春茗、團年飯等等，而工商業的九百多噸的廚餘中，有45至50%來至這些酒席。

## 相關文章
- 食物保存法
- 包伙食
- 搶救剩食（英语：Food rescue）
- 免費素食主義
- 生質能源
- 回鍋油（萬年油）
- 地沟油（餿水油）
- 廢棄食用油回收（英语：Vegetable oil recycling）
- 食物浪費